# 存局候領
存局候領（法語：poste restante，法語發音：[pɔst ʁɛstɑ̃t]）是郵局保管郵件，直到收件人到局取件的服務。常用於因故缺固定居所可供寄遞的收件人，例如短期到訪某地。
寄件人寄發存局候領郵件，應在封面寫明收件人真实姓名、寄達地郵局名稱及書寫「存局候領」（Poste Restante）字樣；而收件人领取存局候領郵件时，应出示有效的身份证明文件，故存局候領郵件的收件人姓名不能使用任何英文首字母簡稱、數字、欠缺姓氏的名字、虛假姓名或代號代替。

## 國家地區

### 台湾
中華郵政請求寄件人寫明收件人姓名、電話、寄達地郵局以及「存局候領」字樣或英文Poste Restante，免費保管15日。

### 中国大陆
存局候领邮件是中国邮政企业可通知用户到指定地点领取的情况之一。

通常书写格式为：

000000（邮政支局或邮政所的邮政编码）

AA省（或直辖市、自治区）BB市（或地区、自治州、盟）ZZ县（或市辖区、县级市等同级行政区）

XX邮政支局（或邮政所）

存局候领

赵亮  启（或“收”）

书写例：

100096

北京市海淀区育新花园邮政支局

存局候领

赵亮  启（或“收”）

若从中国内地以外寄送存局候领邮件，也可书写英文地址。
英文地址书写例：

Mr. ZHAO Liang

Yuxin Huayuan Post Office

Poste restante

100096 BEIJING

P.R. CHINA

2019年7月2日起，香港郵政只在郵政總局提供存局待領服務，尖沙咀郵政局、沙田中央郵政局及荃灣郵政局停辦。此服務不適用於在香港居住的人士。收件人領取存局待領的郵件時，必須出示其本人由香港以外機關發出的有效旅遊證件正本。
中文地址建議如下： 
香港

郵政總局

存局待領

陳國光先生

英文地址建議如下： 
Mr. CHAN Kwok-kwong

Poste Restante

General Post Office

HONG KONG

存局候領只適用於在澳門的遊客及無固定地址之人士。澳門郵政要求支付6.5澳門元領取存局候領信件。

加拿大邮政稱呼存局候領，英語是general delivery同美國，但法語是postes restante。

存局候領函件以及包裹，要標示收件人姓名、法文Poste restante、代收郵局完整地址，由法國郵政任何郵局保管15日，待收件人出示身份證明以及付費領取。

寄交美國郵政署的存局候領郵件，用以下格式，其中美国英语是general delivery，美國郵區編號可外加四位數是-9999：
MR JOHN ADAMS

GENERAL DELIVERY

TAMPA FL  33602‑9999

郵局最多保管存局候領郵件30日，除非寄件人指明更短期限。

1. 
2. 
3. 
4. 
5. 
6. 
7. 
8. 
9. 
10. 
11. 
12. 